# Interdynamic MP-9
El Interdynamic MP-9 es un arma accionada por blowback, calibre 9 mm, totalmente automática, clasificado por la BATF como subfusil. Está compuesta de polímero moldeado de bajo costo y piezas de acero estampado. Tiene disponibles cargadores 10, 20, 32, 36 y 50 balas.

## Diseño
El MP-9 provino de un diseño de subfusil barato para aplicaciones militares que tenía la empresa sueca Interdynamic AB de Estocolmo. Interdynamic fue incapaz de suscitar algún interés a los gobiernos, y el subfusil nunca entró en producción en Suecia. Dispuestos a no ceder el diseño, Interdynamic fundó una filial en los Estados Unidos, Interdynamic U.S.A. (después nombrada Intratec), que tuvo como principal objetivo comercializar una versión semiautomática, llamada KG-9, por sus principales socios civiles, Kelgren y García.

## Historia
Interdynamic U.S.A. fue obligado por la BATF a rediseñar el KG-9, debido a su facilidad de convertirse en arma automática. Al mismo tiempo que se diseñaba una variante que disparase a cerrojo cerrado, a pedido de la BATF, la mitad inferior del cajón de mecanismos de plástico tuvo que ser modificado para colocar una placa de metal con el número de serie en el lado en lugar de sólo estampar el número de serie en el brocal del cargador. Esta versión fue llamada KG-99 y es esta arma la que se ofrecía en una configuración de cerrojo abierto como el subfusil MP-9. Colocados lado a lado, las mitades superior e inferior de los cajones de mecanismos del KG-99 y MP-9 son idénticas, excepto que el MP-9 tiene un entalle que mantiene abierto el cerrojo en la mitad superior y la boca del cañón tiene una ranura cortada que actúa como freno de boca. Interdynamic produjo una cantidad muy pequeña de subfusiles registrados como MP-9 debido a la falta de demanda por el público en general. El MP-9 se fabricó en dos configuraciones, una con selector de fuego y culata plegable, y una que es totalmente automática, sin culata. Se cree que la cantidad total de subfusiles producidos no llega a 50, quizás apenas 24 con selector y culata plegable.